# Serrat d'Escobets
El Serrat d'Escobets és un serrat de l'interior del terme municipal de la Torre de Cabdella, a la comarca del Pallars Jussà. Pertanyia a l'antic terme primigeni de la Torre de Cabdella.
Aquest serrat està situat al nord i oest del poble d'Espui, al qual arrecera per aquest costat. S'ìnicia just al sud-oest del poble de Cabdella i va guanyant alçada a mesura que puja cap al sud-oest, fins a arribar a la carena del Tossal de la Costa, a 2.219,7 metres d'altitud.
Limita pel costat de migdia la vall del riu de Filià, i és el redòs occidental del poble d'Espui.